# Sadoc (nome)
Sadoc  è un nome proprio di persona italiano maschile.

## Varianti
- Maschili: Sadoch[2], Sadok[2]

### Varianti in altre lingue
- Catalano: Sadoc[3]
- Ebraico צדוק (Tzadok)
- Inglese: Zadok[4][5], Zadoc[4], Zadock[4]
- Spagnolo: Sadoc[3]

## Origine e diffusione
Continua il nome ebraico צדוק (Tzadok); generalmente, viene interpretato con significati quali "giusto", "virtuoso", "giustificato", "giustificazione", dalla stessa radice da cui deriva il nome Sedecia, un etimo bollato però come "filologicamente insostenibile" dall'Oxford English Dictionary. 
Si tratta di un nome biblico, portato da varie figure nell'Antico Testamento, fra cui spicca in particolare Sadoc, sommo sacerdote all'epoca di Davide e Salomone; da lui prendono il nome i sadducei, ed è tra l'altro protagonista dell'inno di Händel Zadok the Priest, scritto per l'incoronazione di re Giorgio II.
In Italia è rarissimo. In inglese è in uso dal XVI secolo.

## Onomastico
L'onomastico si può festeggiare il 2 giugno in ricordo dei beati Sadoc e compagni, martiri domenicani uccisi a Sandomierz dai Tartari.

## Persone
- José Sadoc Alemany y Conill, arcivescovo cattolico spagnolo naturalizzato statunitense

## Il nome nelle arti
- Sadoc Brandybuck è un hobbit della Contea nei romanzi di Tolkien.